# Гамперн
Гамперн (нем. Gampern) — коммуна (нем. Gemeinde) в Австрии, в федеральной земле Верхняя Австрия. 
Входит в состав округа Фёклабрук.  Население составляет 2560 человек (на 31 декабря 2005 года). Занимает площадь 26 км². Официальный код  —  41711.

## Политическая ситуация
Бургомистр коммуны — Херман Штоккингер (АНП) по результатам выборов 2003 года.
Совет представителей коммуны (нем. Gemeinderat) состоит из 25 мест.
- АНП занимает 12 мест.
- другие: 7 мест.
- СДПА занимает 6 мест.